# Little Boy (película)
Little Boy es una película de 2015 dirigida por Alejandro Gómez Monteverde, producida por Eduardo Verástegui y escrita por Alejandro Monteverde y Pepe Portillo. 
La película cuenta en su reparto con Jakob Salvati, Cary-Hiroyuki Tagawa, David Henrie, Kevin James, Emily Watson, Ted Levine, Michael Rapaport, Tom Wilkinson, Ben Chaplin, Eduardo Verástegui y Ali Landry (ex-miss Estados Unidos).
Estrenada en Estados Unidos el 24 de abril de 2015 por Open Road Films, permaneció dos meses en las carteleras de este país. Universal Pictures Home Entertainment la lanzó en DVD y Blu-Ray en este país el 18 de agosto de 2015. Su estreno mexicano tuvo lugar el 15 de mayo de 2015 permaneciendo en salas durante semanas y con asistencia de más de 3 millones y medio de personas.
En España la película se estrenó el 30 de octubre de 2015 de la mano de European Dreams Factory y Vértice 360 trayendo bastantes espectadores.

## Sinopsis
Little boy es una película familiar que cuenta cómo Pepper Busbee, de ocho años, tiene la fe necesaria para traer a su padre de vuelta a casa de la guerra contra Japón durante la Segunda Guerra Mundial. Debido a su corta estatura tiene el apodo "Little boy". En su camino para fortalecer su esperanza, se hace amigo contra su voluntad del señor Hashimoto, "japonés" el cual, es repudiado por todas las personas de su pueblo, incluyendo su hermano mayor e inicialmente su madre. Conforme pasa el tiempo, Pepper se da cuenta de que debe aferrarse a una última esperanza.

## Argumento ampliado
En el pueblo costero de O'Hare, California, un niño de 8 años que es bajo de estatura para su edad, Pepper Flynt Busbee (Jakob Salvati), tiene una relación muy cercana con James, su amado padre, que comienza desde el mismísimo momento en que nace cuando su padre lo acuna en sus brazos y se da cuenta de lo pequeño que es. Cuando Pepper le pregunta a un médico si tiene enanismo, el médico le dice: "Por ahora, Pepper, digamos que eres un 'niño pequeño' ", esta expresión, Little boy, se convertiría en el apodo de Pepper. Aprenderá a despreciar esas dos palabras y siempre hará un problema cuando alguien lo llame por su apodo.
Sin embargo, cuando comienza la Segunda Guerra Mundial, el hermano mayor de Pepper es declarado no apto para el servicio militar debido a sus pies planos y su padre se alista en su lugar, lo que entristece a Pepper. No mucho después de que su padre se vaya a la guerra, Pepper escucha el versículo bíblico: "De cierto te digo, si tienes una fe como la semilla de una mostaza, puedes decirle a esta montaña: 'Muévete de aquí para allá', y la montaña se movera".
Al principio, el sentimiento antijaponés que Pepper ha interiorizado, que se ha vuelto prevalente en su sociedad, lo hace dudar en seguir este consejo, pero a medida que conoce a Hashimoto, comienza a valorar su amistad y aprende de Hashimoto a enfrentarse a todos los que lo intimidan por su estatura. El sacerdote padre Oliver le da a Peper (Emily Watson) lucha por mantener unida a su familia frente a muchas abrumadoras dificultades. Su hermano London y Sam, uno de los habitantes del pueblo que perdió a un hijo, van a la casa de Hashimoto y lo atacan una noche, lo que lo lleva a ser hospitalizado. London es arrestado inicialmente, pero Hashimoto decide no presentar cargos y es liberado.
Un representante del ejército trae la noticia de que el padre de Pepper ha sido asesinado y está enterrado en Filipinas. Hashimoto va al funeral en el cementerio O'Hare para presentar sus respetos. Pepper y Hashimoto se sientan en un banco y hablan de sus pérdidas mutuas de familia y de creer en algo. Pepper regresa al cementerio para visitar la tumba de su padre y colocar la lista encima de su lápida. Pepper y su madre van al médico de la ciudad; El Dr. Fox intenta coquetear con ella e invitarse a sí mismo a la casa esa noche con el pretexto de hablar sobre cuál podría ser la causa de la baja estatura de Pepper.
Después de ese día, llega un portavoz del Ejército para decirle que su esposo no murió en realidad, que hubo un error. El hombre que realmente murió había robado las botas del padre de Pepper, con sus placas de identificación adheridas a los cordones por lo que, cuando cayó después de recibir un disparo, fue identificado erróneamente como el padre de Pepper. La familia sale de la ciudad para visitar al padre, James, en el hospital y Pepper le lleva las botas que Pepper le compró después de que él se fuera a la guerra. Al llegar, se dan cuenta de que James ha sufrido una leve amnesia debido a una lesión en la cabeza. Entonces Pepper llama a su padre por su apodo de toda la vida, "socio", y le presenta su regalo. James sostiene las botas, luego abraza a Pepper y toca los rostros del resto de su familia. Todos se arrodillan alrededor de su silla y comparten un abrazo grupal, antes de llevarlo de regreso a O'Hare.

## Reparto
- Jakob Salvati como Pepper Flynt Busbee.
- Barry Ford como Narrador/Pepper Adulto.
- Cary-Hiroyuki Tagawa como Hashimoto.
- David Henrie como London Busbee.
- Kevin James como Dr. Fox
- Emily Watson como Emma Busbee.
- Ted Levine como Sam.
- Michael Rapaport como James Busbee.
- Ali Landry como Ava.
- Ben Chaplin como Ben Eagle.
- Tom Wilkinson como Fr. Oliver
- Toby Huss como Coronel Bob.
- Abraham Benrubi como Teacup.
- Kelly Greyson como Tyra.
- Matthew Scott Miller como Freddy Fox.
- Montserrat Espadalé como Paulette.
- Sam Kindseth como Ronnie.
- Eduardo Verástegui como Fr. Crispin
- James DuMont como Harvey.
- Candice Azzara como Bertha.
- Lukas Behnken como Leonard Rice.
- Mary Stein como Martha.
- Eijiro Ozaki como Masao Kume.
- Winston James Francis como Bukha.
- Masami Kosaka como Comandante Tokyo Joe.
- Theodora Greece como Eliza.

## Producción
El 4 de agosto de 2011 se anunció que Metanoia Films produciría la película con Ben Chaplin y Emily Watson uniéndose al elenco. El 6 de agosto de 2011, Kevin James, David Henrie y Jakob Salvati se unieron al elenco. El 20 de junio de 2014, Open Road Films obtuvo los derechos de distribución de la película. El 2 de julio de 2014, se anunció que la película sería estrenada el 24 de abril de 2015.
La película ha sido rodada en Playas de Rosarito (en los mismos estudios mexicanos en los que tuvo lugar la filmación de Titanic). Little boy se ha rodado además en otras localizaciones como Los Cabos o Tijuana (ambas en México).